# Piargy
Piargy és pel·lícula eslovaca, txeca i macedònia del 2022, dirigida per Ivo Trajkov basada en el llibre de František Švantner. És un drama històric en blanc i negre en el qual Judit Pecháček, Attila Mokos i Daniel Fischer n'interpreten els papers principals. S'ha doblat i subtitulat al català.

## Sinopsi
Una ullada al poble de Piargy i sobre la forma de viure i pensar de la gent, sobre com eren les relacions familiars i la situació de la dona en la societat.

## Repartiment
- Judit Pecháček—Juliša
- Lucia Siposová—Magduša
- Attila Mokos—Roháč
- Daniel Fischer—Martin
- Lucia Gažiová—
- Ivan Martinka—sacerdot
- Jana Oľhová—Ula
- Jana Kvantiková—Johanka
- Peter Nádasdi—capellà del poble
- Lucia Vráblicová—
- Marián Geišberg—Bishop
- Karol Šimon—llenyataire
- Miloš Kusenda—Krivý
- Matej Struhár—Paľo
- Tomáš Vravník—